# Cymru South
De Cymru South is een regionale voetbalcompetitie in Wales en bestrijkt de zuidelijke helft van het land. Het vormt samen met Cymru North het tweede niveau van het Welshe voetbal. De competitie is opgericht in 2019, als vervanger van de Welsh Football League Division One.
Afan Lido ·
Ammanford ·
Baglan Dragons ·
Cambrian United ·
Caerau Ely ·
Carmarthen Town ·
Cwmbran Celtic ·
Goytre United (Port Talbot) ·
Llanelli Town ·
Llantwit Major ·
Newport City ·
Penrhiwceiber Rangers ·
Pontypridd United ·
Taff's Well ·
Trefelin BGC ·
Trethomas Bluebirds